# برنامه اکتشاف ماه روسیه

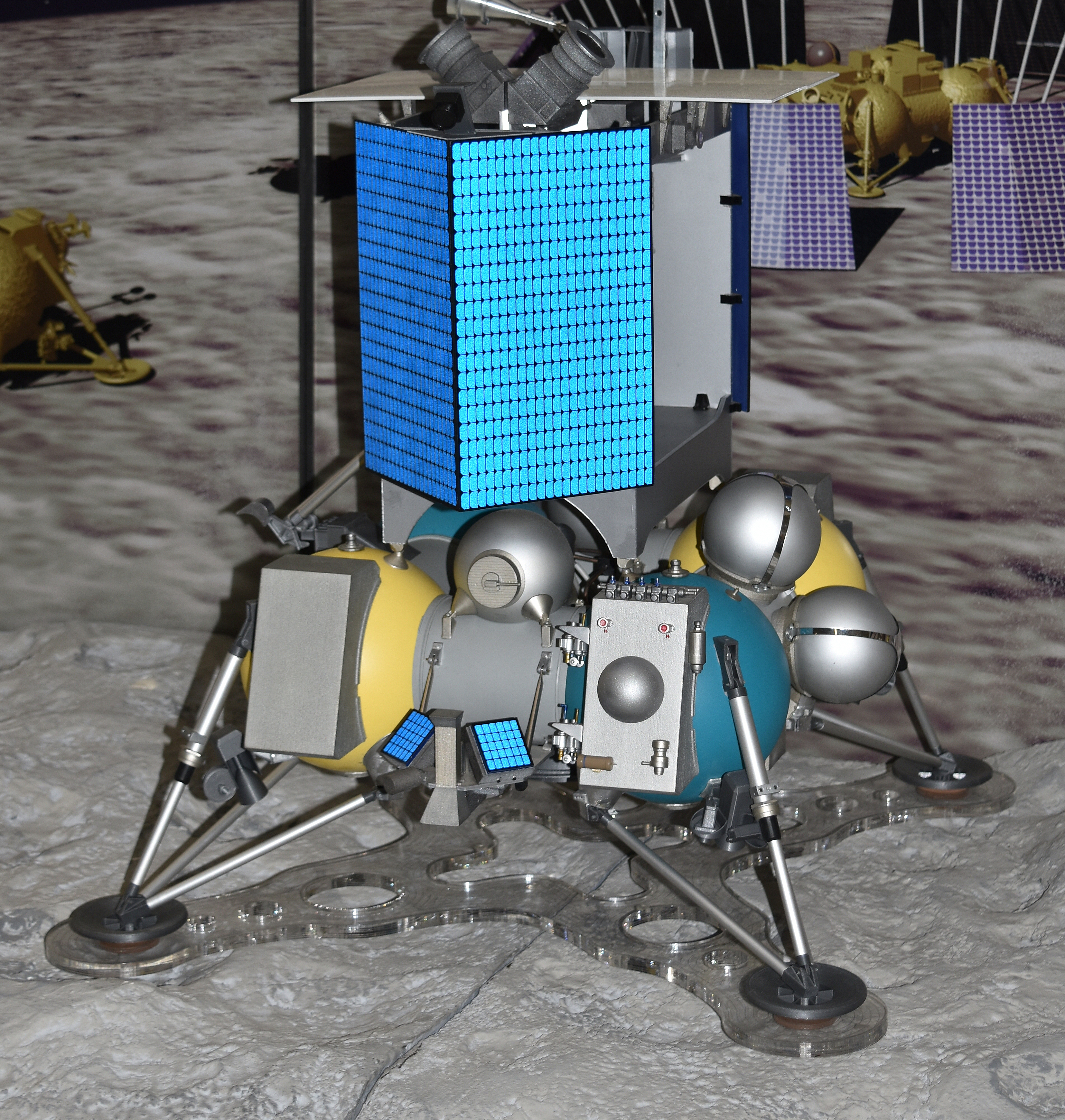
برنامه اکتشاف ماه روسیه

برنامه اکتشاف ماه روسیه یا لونا گلوب (روسی: Луна-Глоб) (به معنای کره ماه) یک برنامهٔ کاوش ماه توسط روسکوسموس است که به منظور پیشرفت به سوی ایجاد یک پایگاه کاملاً روباتیک در ماه است. پس از تکمیل، این برنامه با مأموریت‌های سرنشین‌دار (با خدمه) به ماه ادامه خواهد یافت: که با یک فضاپیمای مدارگرد با خدمه به نام اورل آغاز می‌شود.
این برنامه بر پایّ ی برنامه‌هایی است که به سال ۱۹۹۷ بازمی‌گردد. به دلیل بحران مالی روسیه در سال ۱۹۹۸، اولین مأموریت برنامه، کاوشگر لونا ۲۵، متوقف شد و چند سال بعد دوباره احیا شد. در ابتدا برای پرتاب در سال 2012 [] توسط موشک سایوز-۲ برنامه‌ریزی شده بود، اولین مأموریت بارها به تعویق افتاده‌است، ابتدا تا سال ۲۰۱۴، سپس تا سال ۲۰۱۵ [۴] [۵] و ۲۰۱۶ [۷] و ۲۰۱۸[۸] و ۲۰۱۹. روسکوسموس روسیه مدلی از فرودگر لونا ۲۵ را در سال ۲۰۱۷ تأیید کرد.[۱۰]
از سپتامبر ۲۰۲۲، لونا ۲۵ در سال ۲۰۲۳، لونا ۲۶ در سال ۲۰۲۴، لونا ۲۷ در سال ۲۰۲۵، لونا ۲۸ در سال ۲۰۲۷–۲۰۲۸، لونا ۲۹ در سال ۲۰۲۸، و لونا ۳۰ و ۳۱ تا سال ۲۰۳۰ برنامه‌ریزی شده‌است.